# Todd McFarlane's Spawn: The Video Game
Todd McFarlane's Spawn: The Video Game (conhecido apenas como Spawn) é um  jogo para Super Nintendo baseado no personagem de quadrinhos Spawn.

## Recepção
Todd McFarlane's Spawn: The Video Game recebeu avaliações mistas. Os gráficos, as animações e sonoplastia foram elogiadas pelos críticos. No entanto, um crítico da revista alemã Video Games notou que os gráficos e efeitos sonoros eram bons para um sistema de 16-bits, mas era de baixa qualidade em relação aos gráficos dos consoles de 32-bits. Vários críticos acharam que a jogabilidade não era inovadora nem variava suficientemente. Também, muitos acharam os movimentos especiais de difícil execução. Por outro lado, os movimentos especiais disponíveis foram vistos com um dos pontos positivos do jogo. Em adição, críticos da GamePro e da revista francesa de videogames Super Power gostaram da fidelidade do jogo aos quadrinhos; no entanto, outros acharam o jogo insatisfatório mesmo nesse aspecto. Andrew Baran da revista Electronic Gaming Monthly disse que o jogo "não tinha a emoção dos quadrinhos", e todos, exceto um dos membros da revista, julgaram o jogo medíocre.